# Conistra rubiginea
Conistra rubiginea là một loài bướm đêm trong họ Noctuidae.

## Hình ảnh

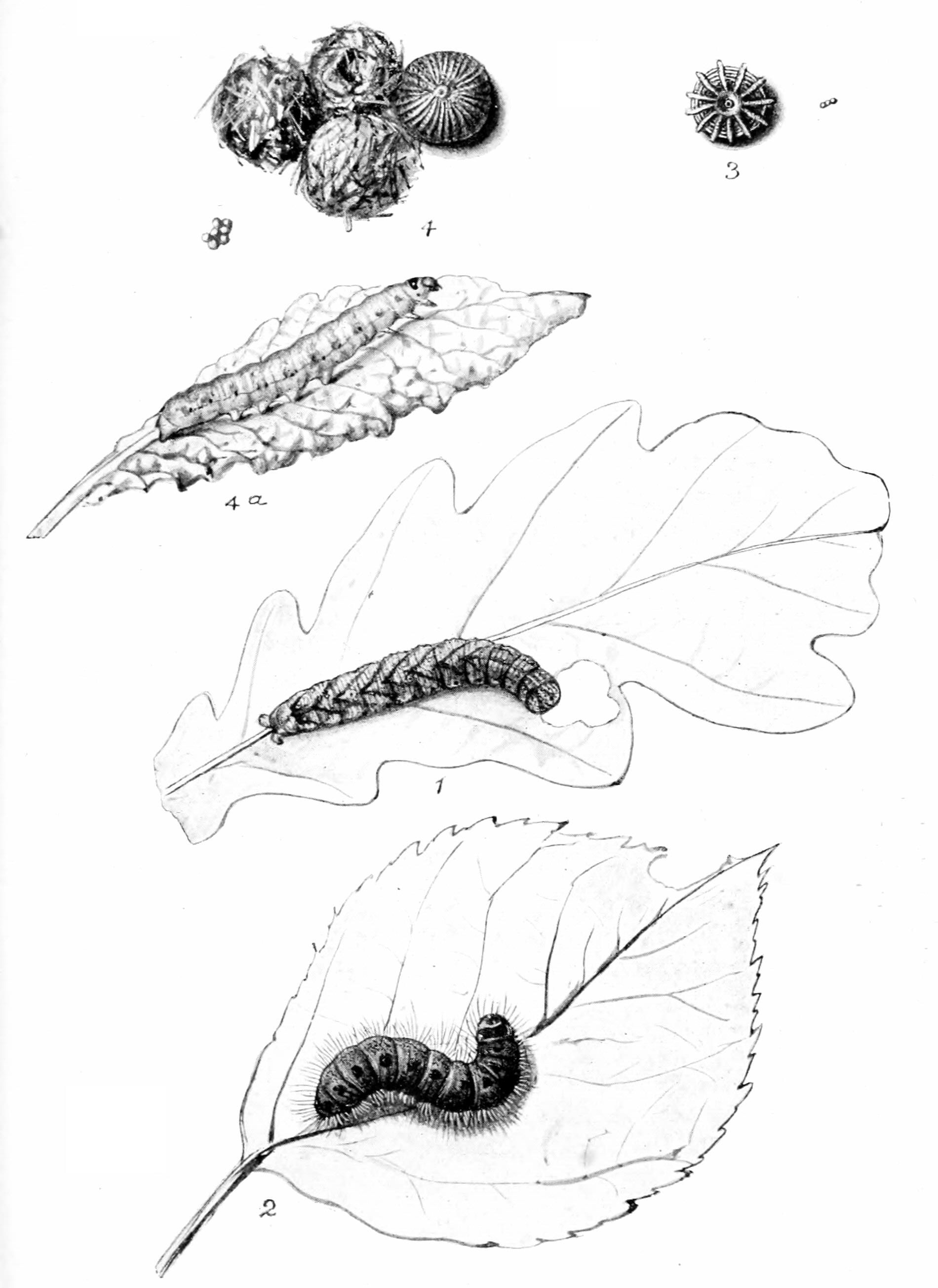
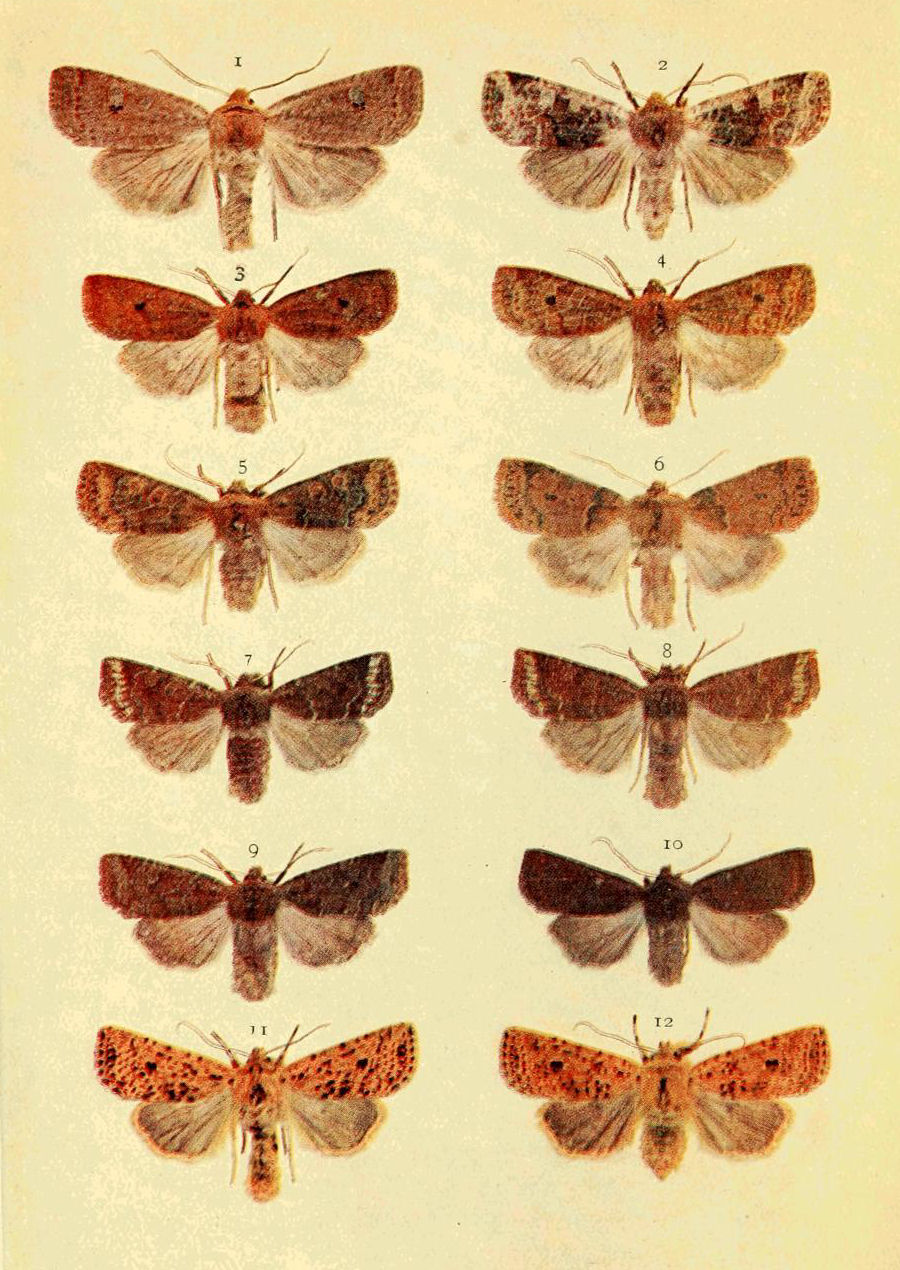